# Читинские операции
Читинские операции — три наступательные операции Народно-революционной армии Дальневосточной республики (НРА ДВР) и партизан в апреле — октябре 1920 года с целью выбить из Восточного Забайкалья Дальневосточную армию белых (забайкальских казаков и дивизии, оставшиеся от Восточного фронта Русской армии).

## Соотношение сил сторон

### Дальневосточная армия
По состоянию на 26 марта 1920 г. войска Дальневосточной армии под командованием генерал-лейтенанта Г. М. Семёнова насчитывали около 20 тыс. чел. (2337 офицеров, 8383 пехотинцев и 9041 кавалеристов), 496 пулемётов, 78 орудий. Активность восточно-забайкальских партизан вынуждала командование Дальневосточной армии воевать на два фронта и держать половину сил на востоке в районах Сретенска и Нерчинска; западнее Читы и в городе находилось 8,5 тысяч штыков и сабель, 255 пулемётов, 31 орудие, а также части 5-й японской пехотной дивизии (5,2 тысяч штыков и сабель, 18 орудий).

### Народно-революционная армия
Войска НРА, находившиеся в стадии формирования (главком Г. Х. Эйхе, члены Военного совета Н. М. Гончаров, А. А. Ширямов), включая партизанские отряды, имели около 9,8 тысяч штыков и сабель, 72 пулемёта, 24 орудия.

## Боевые действия
«Читинская пробка» проходила по линии Чита, Карымское, Сретенск, Нерчинск, и разделяла Дальневосточную республику на две части — западную и восточную.
Проведение операций НРА ДВР осложнялось наличием в районе боевых действий японских войск, действия в отношении которых могли дать повод Японии выступить против ДВР.
Перед началом наступления, в ночь с 4 на 5 апреля советские партизаны атаковали, заняли и в течение нескольких часов удерживали станцию Сретенск, здесь были захвачены 10 пулемётов, винтовки и пленены 100 солдат-каппелевцев.

### Первая Читинская операция (10—13 апреля 1920)
В ходе первой наступательной операции войска НРА вместо продвижения на Читу по линии железной дороги (которую контролировали японцы) предприняли попытку выйти к городу с севера, через перевалы Яблонового хребта. К началу наступления силы НРА располагались следующим образом:
- Левая колонна (командующий В. И. Буров) насчитывала 6 тыс. чел., 50 пулемётов и 16 орудий и должна была нанести удар через перевалы Яблонового хребта и выйти на Читу с севера.
- Правая колонна (командующий Е. В. Лебедев) насчитывала 2,7 тыс. чел., 22 пулемёта и 8 орудий должна была наступать на Читу по линии железной дороги и выйти к городу с юго-запада.

9 апреля японские части начали отход, колонна Е. В. Лебедева продвинулась до станции Гонгота, где её наступление было остановлено противником.
В ночь с 11 на 12 апреля силы НРА захватили станицу Шелопугино и село Купряково, где находился крупный гарнизон белых. Здесь были захвачены 3 орудия, 40 пулемётов, 1000 винтовок и большой обоз.
12 апреля левой колонне удалось выйти к северным окраинам Читы, но вскоре японские войска вынудили их отойти.
Существенную помощь НРА в проведении операции оказали действовавшие в Чите советские подпольщики и партизаны. В начале апреля 1920 года командование НРА установило связь с Читинским подпольным комитетом, который предоставил разведывательные данные и активизировал диверсионную деятельность (так, группа рабочих железнодорожных мастерских, действовавшая под руководством Н. А. Корнейца на ж.д. станции Чита-I дважды сожгла цех для постройки броневиков, а группа, действовавшая на ж.д. станции Ага несколько раз разрушала полотно железной дороги, замедлив переброску войск).

### Вторая Читинская операция (25 апреля — 5 мая 1920)
К началу второго наступления положение НРА улучшилось, было начато формирование новых боевых подразделений (Забайкальской кавалерийской бригады и Верхнеудинской стрелковой бригады), для координации действий партизан 22 апреля был создан Амурский фронт. Однако в это же время японские войска также получили подкрепления: один пехотный полк и один сводный отряд численностью 3 тыс. чел. К началу наступления силы НРА включали в себя три оперативные группы:
- Правая колонна (командующий Кузнецов) насчитывала 5,5 тыс. чел., 42 пулемётов и 6 орудий и должна была наступать с целью обхода Читы с юга;
- Средняя колонна (командующий К. А. Нейман) насчитывала 2,5 тыс. чел., 13 пулемётов и 3 орудия и должна была наступать на Читу с запада;
- Левая колонна (командующий В. И. Буров) насчитывала 4,2 тыс. чел., 37 пулемётов и 9 орудий и должна была нанести удар с севера и северо-востока.
- партизаны Амурского фронта (12—15 тыс. штыков, 7—8 тыс. сабель, до 100 пулемётов и 7 орудий) получили приказ наступать на Сретенск и Нерчинск.

Наступление началось 25 апреля, однако несогласованность в действиях трёх колонн войск НРА и партизан привела к тому, что противник, усилившийся за счёт подкреплений, сумел совершить манёвр по внутренним операционным направлениям и остановить наступление, а 3—5 мая отбросить главные силы НРА на запад.
Летом 1920 г. положение ДВР упрочилось, и 17 июля японское командование было вынуждено подписать Гонготское соглашение о прекращении военных действий, а с 25 июля начать эвакуацию своих войск из Читы и Сретенска. Западнее Читы была установлена нейтральная зона, поэтому центр тяжести борьбы между НРА и белогвардейцами был перенесён в полосу действий Амурского фронта (командующий Д. С. Шилов, члены Военного совета Я. П. Жигалин, С. Г. Вележев; около 35 тыс. штыков и сабель, 35 орудий, 2 танка, 2 бронепоезда).
Белогвардейцы имели около 35 тыс. штыков и сабель, 40 орудий, 18 бронепоездов.
18 августа командующим Амурским фронтом был назначен С. М. Серышев.

### Третья Читинская операция (1—31 октября 1920)
Третье наступление НРА началось 1 октября и в конечном итоге увенчались успехом, благодаря начавшейся в конце августа 1920 г. эвакуации Дальневосточной армии по КВЖД в Приморье, где находились основные запасы оружия и боеприпасов.
1 октября начали активные действия партизаны севернее и южнее Читы, а 15 октября перешли в наступление войска Амурского фронта.
22 октября части НРА овладели станцией Карымская и Читой.
24 октября части НРА заняли станции Маккавеево и Адриановка, здесь были захвачены несколько эшелонов, 10 артиллерийских орудий и 6 броневиков.
30 октября части НРА заняли станции Бырка и Оловянная.
К 31 октября 1920 г. Дальневосточная армия была полностью эвакуирована, после чего красные части заняли станцию Даурия, и Забайкалье было полностью присоединено к Дальневосточной республике.